# Timothy Busfield

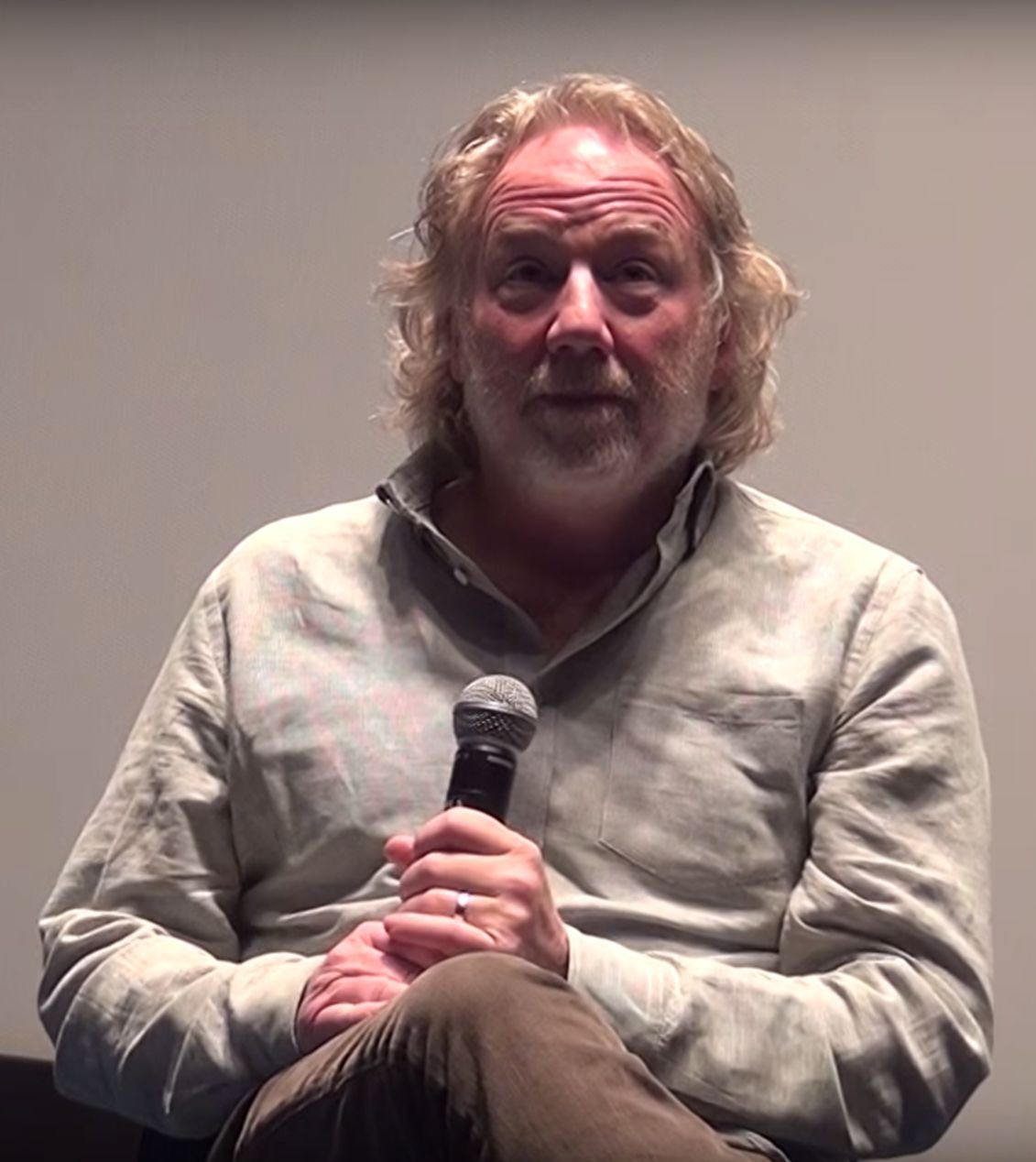
Timothy Busfield (2016)

Timothy Busfield (* 12. Juni 1957 in Lansing, Michigan) ist ein US-amerikanischer Schauspieler und Fernsehregisseur.

## Leben
Busfield studierte Schauspiel an der East Tennessee State University. Danach arbeitete er einige Jahre als Theaterschauspieler, vor allem in New York, und war im Laufe seiner Karriere bislang an über 100 Theaterstücken beteiligt. 1981 machte sein Filmdebüt in einer kleinen Rolle in Ich glaub’ mich knutscht ein Elch!. Seine erste größere Filmrolle war die des nerdigen Arnold Poindexter in der Komödie Die Rache der Eierköpfe von 1984, die er auch drei Jahre später in der Fortsetzung Die Supertrottel nochmals spielte. Bekannt wurde Busfield auch durch seine Nebenrollen in den von Phil Alden Robinson inszenierten Kinofilmen Feld der Träume (1989) und Sneakers – Die Lautlosen (1992).
Ebenfalls arbeitet Busfield seit den 1980ern als Seriendarsteller. Von 1984 bis 1986 hatte Busfield eine feste Rolle als Dr. John 'J.T.' McIntyre in Trapper John, M.D., einer Krankenhausserie. Bekannt wurde er einem breiteren Fernsehpublikum insbesondere durch seine Hauptrolle als Elliot Weston in der Dramaserie Die besten Jahre (Originaltitel: Thirtysomething), die von 1987 bis 1991 erstausgestrahlt wurde. Für Die besten Jahre wurde er 1991 mit einem Emmy ausgezeichnet. Von 1999 bis 2006 hatte er eine wiederkehrende Nebenrolle als Korrespondent Danny Concannon in der Politikserie The West Wing – Im Zentrum der Macht.
Beginnend mit einer Episodenregie bei Die besten Jahre im Jahr 1990 begann Busfield als Regisseur, später auch als Produzent zu arbeiten. So führte er bereits bei Episoden von Fernsehserien wie Without a Trace – Spurlos verschwunden, Damages – Im Netz der Macht oder The Fosters die Regie. Sein filmisches Schaffen als Schauspieler umfasst mehr als 80 Film- und Fernsehproduktionen, das als Regisseur mehr als 60 Produktionen (Stand: September 2024).
Seit April 2013 ist Timothy Busfield mit der Schauspielkollegin Melissa Gilbert verheiratet. Es ist seine dritte Ehe; aus früheren Partnerschaften hat er drei Kinder.

## Filmografie (Auswahl)
als Schauspieler
- 1981: Ich glaub’ mich knutscht ein Elch! (Stripes)
- 1983: Reggie (Fernsehserie, 6 Episoden)
- 1984–1986: Trapper John, M.D. (Fernsehserie, 39 Episoden)
- 1984: Die Rache der Eierköpfe (Revenge of the Nerds)
- 1987: Die Supertrottel (Revenge of the Nerds II: Nerds in Paradise)
- 1987–1991: Die besten Jahre (Thirtysomething, Fernsehserie, 85 Episoden)
- 1989: Feld der Träume (Field of Dreams)
- 1992: Sneakers – Die Lautlosen (Sneakers)
- 1993: Tödliche Nähe (Striking Distance)
- 1993: Mord im Visier (Fade to Black, Fernsehfilm)
- 1994: Little Big Boss (Little Big League)
- 1996: Mr. Präsident Junior (First Kid)
- 1997: Trucks – Out of Control (Trucks, Fernsehfilm)
- 1998: The Souler Opposite
- 1999: Der magische Fahrstuhl (Time at the Top)
- 1999–2006: The West Wing – Im Zentrum der Macht (The West Wing, Fernsehserie, 28 Episoden)
- 2002: Heart Attack – Die Bombe im Körper (Dead in a Heartbeat, Fernsehfilm)
- 2002: Peace Virus – Die Bedrohung (Terminal Error)
- 2006–2007: Studio 60 on the Sunset Strip (Fernsehserie, 22 Episoden)
- 2011: Law & Order: Special Victims Unit (Fernsehserie, Episode 13x07)
- 2012: Blue Bloods – Crime Scene New York (Blue Bloods, Fernsehserie, Episode 2x13)
- 2013: Perception (Fernsehserie, Episode 2x07)
- 2014–2015: Sleepy Hollow (Fernsehserie, 3 Episoden)

als Regisseur
- 2001–2003: Ed – Der Bowling-Anwalt (Ed, Fernsehserie, 9 Episoden)
- 2003–2007: Las Vegas (Fernsehserie, 8 Episoden)
- 2004–2008: Without a Trace – Spurlos verschwunden (Without a Trace, Fernsehserie, 6 Episoden)
- 2006–2007: Studio 60 on the Sunset Strip (Fernsehserie, 6 Episoden)
- 2007–2011: Damages – Im Netz der Macht (Damages, Fernsehserie, 5 Episoden)
- 2008: Lipstick Jungle (Fernsehserie, 8 Episoden)
- 2009: White Collar (Fernsehserie, Episode 1x04)
- 2010–2011: The Glades (Fernsehserie, 3 Episoden)
- 2012: Psych (Fernsehserie, Episode 6x12)
- 2012–2013: The Client List (Fernsehserie, 3 Episoden)
- 2013: The Fosters (Fernsehserie, 2 Episoden)